# Herrjemineh
Herrjemineh ist eine Polka-française von Johann Strauss Sohn (op. 464). Das Werk wurde am 26. Dezember 1895 im Konzertsaal des Wiener Musikvereins unter der Leitung von Eduard Strauß erstmals aufgeführt.

## Einzelnachweis
1. ↑  Quelle: Englische Version des Booklets (Seite 113) in der 52 CDs umfassenden Gesamtausgabe der Orchesterwerke von Johann Strauß (Sohn), Hrsg. Naxos (Label). Das Werk ist als zehnter Titel auf der 43. CD zu hören.